# Suzanne Curchod
Pour les articles homonymes, voir Necker.
Suzanne Necker, née Curchod, née le 2 juin 1737 à Crassier et morte le 6 mai 1794 à Beaulieu, est une femme de lettres et une salonnière franco-suisse.

## Biographie

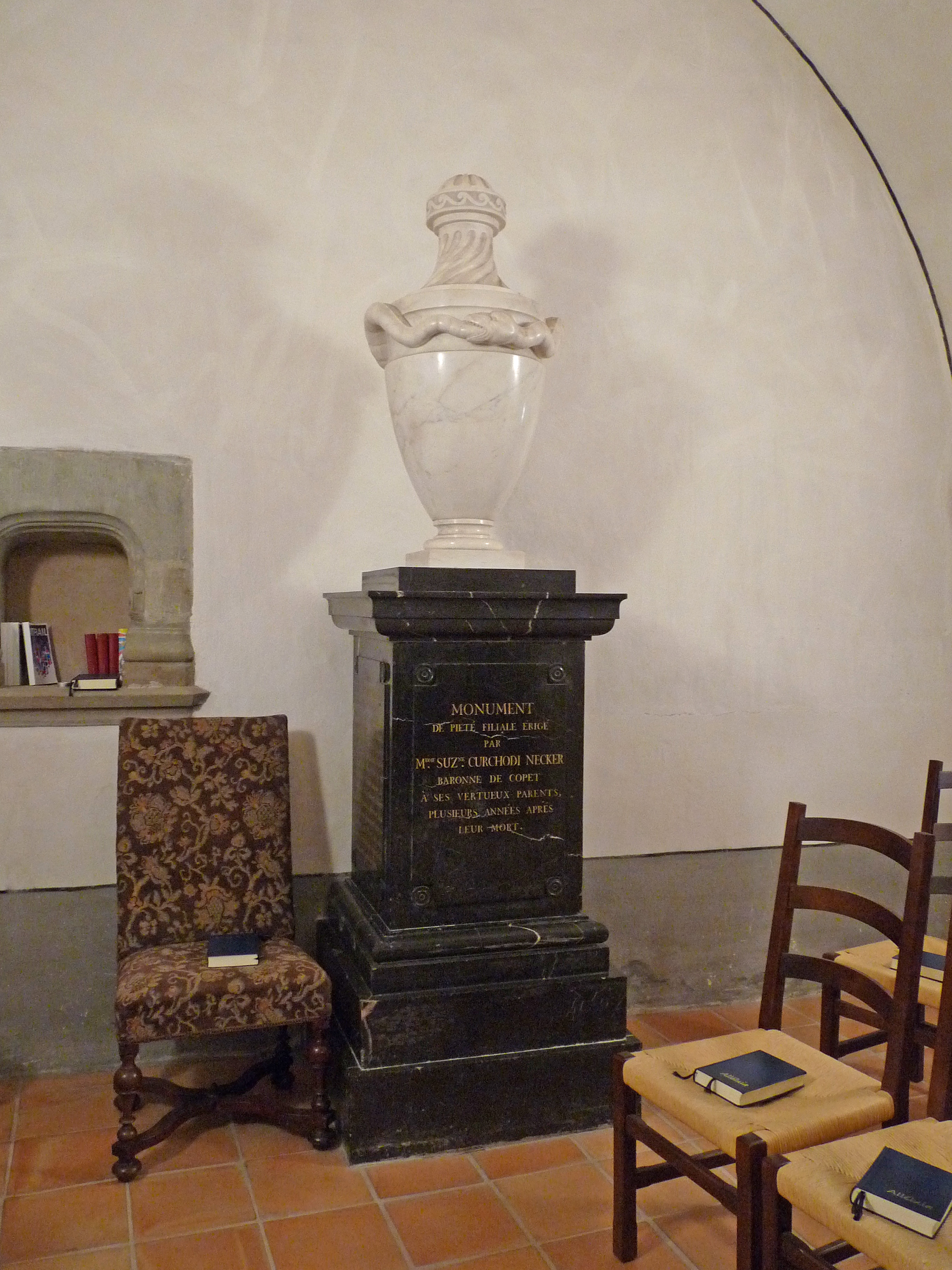
Monument de piété filiale érigé par Suzanne Curchod à ses parents (temple de Coppet).

Fille d'un pasteur du pays de Vaud, elle reçoit une éducation protestante solide et complète. Restée pauvre, d'abord courtisée par Edward Gibbon, elle épouse en 1764 le financier genevois Jacques Necker, qui a déjà fait fortune, et qui deviendra ministre des Finances de Louis XVI. De leur union naît une fille, Anne-Louise Germaine, future femme de lettres et célèbre sous son nom de femme mariée, Germaine de Staël,.
Jacques Necker accède à la direction des Finances de la France. Dans le même temps, elle crée et règne sur un salon littéraire rapidement devenu l’un des plus célèbres de Paris. C'est en fait le dernier grand salon de l’Ancien Régime, où l’on discute littérature, mais aussi politique, et qui accueille de nombreux artistes et écrivains : Jean-François Marmontel, La Harpe, Buffon, Grimm, l’abbé de Mably, l’abbé Raynal, Bernardin de Saint-Pierre et les plus grands collaborateurs de l'Encyclopédie, Diderot, D'Alembert, mais aussi Marie-Thérèse Rodet Geoffrin, Madame du Deffand, et des amis suisses, car les Necker restent très attachés à leur pays d'origine.
Passionnée d'écriture, elle ne publie guère de son vivant, mais l'ensemble de ses notes et réflexions est édité à sa mort par Jacques Necker, en cinq importants volumes. Elle est surtout connue comme l'auteure d'un Mémoire sur l'établissement des hospices (1786) et des Réflexions sur le divorce (1794). Elle prend soin, parallèlement, de donner à sa fille une excellente éducation, bien supérieure à celle dont bénéficiaient les jeunes filles de son milieu à la même époque ; sa fille, d'ailleurs, la future Germaine de Staël, saura exploiter son goût pour la littérature et son talent d’écrivain.
Elle est également célèbre pour avoir fondé à Paris, en 1778, un hôpital, qui porte aujourd'hui son nom : l’hôpital Necker-Enfants malades. Après la chute du ministère de son mari, elle se retire en Suisse dans son château de Coppet. Après avoir rédigé d’étonnantes instructions sur la construction de son tombeau et sur les soins à apporter à sa dépouille, elle meurt en 1794 à Lausanne, au château de Beaulieu. Son corps repose, avec ceux de son mari et de sa fille, dans le tombeau Necker au château de Coppet, élevé sans doute sur les plans de Jean-Pierre Noblet, avec la collaboration du marbrier veveysan Jean-François Doret.